# José Severino Croatto
José Severino Croatto (Sampacho, 19 de marzo de 1930 - Buenos Aires, 26 de abril de 2004) fue un exegeta del Antiguo Testamento y teólogo de la liberación.

## Vida
Croatto fue el octavo de diez niños de una familia de agricultores italianos que emigró a la Argentina. Su padre, un católico convencido, decidió que tres de sus hijos, entre ellos también José Severino, fuesen sacerdotes.
Entre 1948 y 1953 estudió teología católica en el seminario de los Vicentinos en Belén de Escobar, provincia de Buenos Aires. En 1954 obtuvo un B.A. en Teología en la Universidad Católica Argentina UCA; en 1957 un M.A. en Ciencias Bíblicas en el Pontificio Instituto Bíblico de Roma. A continuación realizó un estudio de posgrado en la Universidad Hebrea de Jerusalén. El seguimiento de investigaciones arqueológicas lo condujeron a Grecia, a Turquía y a Oriente Medio. En especial participó junto a Yohanan Aharoni y George Ernest Wright en excavaciones en Jerusalén en 1961 y en Gézer en 1965.
En la Argentina enseñó Antiguo Testamento en el Colegio Máximo, seminario jesuita en San Miguel 1962–1964 e Historia de las Religiones en la Universidad de Buenos Aires 1964–1973. En 1974 fue profesor invitado de la Universidad Nacional de Salta UNSa, a la que todavía ese año debió renunciar a causa de las “limpiezas ideológicas” que llevó a cabo el ministro de educación peronista Oscar Ivanissevich.
A continuación, Croatto aceptó en abril de 1975 un cargo de profesor de Antiguo Testamento en el Instituto Superior Evangélico de Estudios Teológicos ISEDET en Buenos Aires, cargo que conservó hasta 1995, año en el que fue nombrado profesor emérito. Croatto fue el primer teólogo católico del ISEDET, un seminario para pastores protestantes. Ya antes de su nombramiento había cultivado relaciones ecuménicas a través de la Sociedad Argentina de Profesores de Sagradas Escrituras, SAPSE. Croatto había sido miembro cofundador de esta sociedad, originalmente católica de exegetas de la Biblia, que en 1968 comenzó a admitir a exegetas protestantes. Durante su actividad docente en el ISEDET, Croatto renunció al sacramento sacerdotal para casarse.
Severino Croatto enseñó, además, Religiones Comparadas en la Universidad Maimónides 1994–2004 y como primer teólogo cristiano Cosmovisión Cristiana y Exégesis Bíblica en el Seminario Rabínico Latinoamericano Marshall Meyer 1997–2004. Publicó más de veinte libros y numerosas colaboraciones en publicaciones específicas. Además de estas actividades docentes estuvo comprometido con Lectura Popular de la Biblia en América Latina, un movimiento dedicado a la lectura bíblica en comunidades de base desde la perspectiva de la teología de la liberación.

## Obra
Croatto era experto en lenguas semíticas. Cuando por una indisposición a comienzos del semestre en el Pontificio Instituto Bíblico de Roma tuvo que enviarle una carta de disculpa al rector, lo hizo en hebreo. Croatto ya había demostrado de joven un marcado interés filológico. Con doce años había comenzado a estudiar latín, con trece griego antiguo y con diecisiete hebreo bíblico.
La teología de Croatto puede dividirse en tres períodos: en su primera época estuvo marcado por un enfoque centrado en la Historia de la Salvación, al estilo de Gerhard von Rad y su escuela. En la época intermedia, su interpretación de los textos bíblicos estuvo centrada en un principio hermenéutico que se concreta en el motivo del Éxodo, y cuyo contenido central es la liberación del pueblo de Dios. Acorde a los trabajos de Croatto de este período, las experiencias de liberación generan una continuidad que atraviesa los escritos bíblicos, generando de este modo una conexión entre sí. En su obra tardía, Croatto se ocupó con mayor énfasis de la Fenomenología de las Religiones, alejándose del enfoque que buscaba un principio unificador en los textos bíblicos.
El nuevo punto de vista de Croatto, influido por Paul Ricœur y Mircea Eliade, partía de un pluralismo religioso esencial, también contenido en la Biblia, pero basado en una “experiencia común de lo sagrado”. En este contexto, Croatto desarrolló tesis para una teoría de los símbolos y de los mitos propia, que contrariamente a lo que con frecuencia se supone, no son narraciones acerca de los orígenes con una función orientadora. Acorde a Croatto, los mitos no “explican” nada sino que exponen narrativamente una relación social o política, que al momento de la composición del mito parecen inexplicables y enigmáticas. El mito representa el intento de conferirle de modo narrativo al misterio una estructura de sentido. Si se produce la ruptura del contexto político social que está expresando el mito, el mito entra en crisis y se procede a la “destrucción de los símbolos de lo sagrado”. El mito, que quería narrar lo inexplicable, requiere ahora –por medio de una relectura– de una explicación.
Desde este trasfondo, Croatto también propuso una nueva hermenéutica bíblica, en la que en lugar de salir a la búsqueda del Sitz im Leben original de un texto se parte de la interpretación como producción de sentido. El sentido de un texto no está contenido en sus orígenes ni puede ser encontrado allí, sino que recién es producido por los intérpretes del texto a través del proceso de relectura. La fijación escrita de un texto implica la “muerte” del autor, porque la escritura permite la apropiación del texto por parte de sus intérpretes, que le adscriben un sentido que no coincide con la intención del autor o que se distancia deliberada y conflictivamente de ella. Cada relectura intenta fijar el sentido de un texto, lo cual no es posible lograr nunca en forma total en virtud de la apertura interpretativa esencial del texto (o conduce al fundamentalismo). El método histórico-crítico no es excluido de esta hermenéutica, pero de hecho tampoco explica el texto, sino solamente aquellos elementos arqueológicos que preceden al texto en su versión final.
Entre otras obras, Croatto escribió comentarios a Génesis e Isaías. La teóloga argentino británica, Marcella Althaus-Reid, fue estudiante de Croatto en el ISEDET.

## Publicaciones (selección)
- Alianza y experiencia salvífica en la Biblia. Paulinas, 1964 116 p.
- Historia de la Salvación. Paulinas, 7 ediciones entre 1966 y 1983. Traducciones: Historia da salvação, Geschiedenis van de verlossing, Storia della salvezza.
- Origen y evolución del alfabeto. Columba, 1968, 196 p.
- Liberación y libertad. Pautas hermenéuticas. Buenos Aires, Mundo Nuevo, 1973. Lima, CEP, 1978 y 1980. Traducciones: Exodus: A Hermeneutic of Freedom, Exodo. Uma hermenêutica da liberdade.
- El hombre en el mundo I: Creación y designio comentario a Génesis 1. Buenos Aires, La Aurora, 1974.
- Hermenéutica bíblica. Para una teoría de la lectura como producción de sentido. Buenos Aires, La Aurora, 1984; ed. revisada: Buenos Aires, Lumen, 1994 y 2000. Traducciones: Hermenêutica bíblica, Biblical Hermeneutics. Toward A Theory of Reading as the Production of Meaning, Die Bibel gehört der Armen. Perspektiven einer befreiungstheologischen Hermeneutik.
- Crear y amar en libertad. Estudio de Génesis 2:4-3:24. Buenos Aires, La Aurora, 1986.
- Isaías: La palabra profética y su relectura hermenéutica. Vol. I: 1-39: El profeta de la justicia y de la fidelidad.Vozes, Petrópolis, 1989; La Aurora, Argentina, 1989.
- La sexualidad en los textos bíblicos. Rosario, Metanoia, 1991, 71 p.
- Isaías. La palabra profética y su relectura hermenéutica. Vol. II: 40-55: La liberación es posible. Buenos Aires, Lumen, 1994. Traducciones: Isaías. A palavra profética e sua releitura hermenêutica. Vol. II: 40-55 A libertação é possível.
- Las culturas del Antiguo Próximo Oriente, desde los Orígenes hasta la Conquista Romana de Jerusalén 63 a.C. EDUCAB/ISEDET, Buenos Aires, 1994.
- Los lenguajes de la experiencia religiosa. Enfoque fenomenológico. Fundación Abierta y a Distancia “Hernandarias”, Buenos Aires, 1994. Traducciones: As linguagens da experiência religiosa. Uma introdução à fenomenologia da religião. Paulinas, Brasil, 2001.
- Historia de salvación. La experiencia religiosa del pueblo de Dios. Estella (Navarra), Verbo Divino, 1995, 2a ed. 2001.
- Exilio y sobrevivencia. Tradiciones contraculturales en el Pentateuco. Comentario de Génesis 4-11. Buenos Aires, Lumen, 1997.
- Imaginar el futuro. Estructura retórica y querigma del Tercer Isaías. Isaías 56-66. Buenos Aires, Lumen, 2001.
- Hermenéutica práctica. Los principios de la hermenéutica en ejemplos. RECU-Verbo Divino, Perú, 2002.
- Experiencia de lo sagrado y tradiciones religiosas. Estudio de Fenomenología de la Religión. Estella (Navarra), Verbo Divino, 2002.